# Pixy (nhóm nhạc)
Pixy (tiếng Hàn: 픽시; cách điệu: PIXY) là một nhóm nhạc nữ Hàn Quốc gồm 6 thành viên là Ella, Lola, Satbyeol, Dia, Sua và Dajeong dưới sự quản lý của Allart Entertainment. Họ đã ra mắt vào 24 tháng 2 năm 2021, với single Chapter 1. With my wings.

## Lịch sử

### Trước khi ra mắt
- Ella là cựu thành viên của Cherry Bullet dưới nghệ danh Mirae.[2] Cô ấy đã rời nhóm từ cuối 2019
- Satbyeol là cựu thành viên của Girls' Alert.
- Dajeong là cựu thành viên của Supa.
- Giáo viên thanh nhạc của họ là cựu thành viên Kitten Girls.

### 2021: Ra mắt vớiChapter 1. With my wings., Chapter 2. Fairy Forest: Bravery., Chapter 3. Fairy Forest: Temptation.
Vào ngày 24 tháng 2 năm 2021, nhóm đã chính thức debut với album Chapter 1. With my wings. với MV “Wings”. Chia sẻ trong buổi họp báo ra mắt, nhóm đã chia sẻ rằng họ đã mất 4 năm để luyện tập trước khi ra mắt.
Vào ngày 20 tháng 5 năm 2021, nhóm đã trở lại với album Chapter 2. Fairy Forest: Bravery. với MV là “Let Me Know”.
Vào ngày 6 tháng 10 năm 2021, nhóm đã trở lại với album Chapter 3. Fairy Forest: Temptation. với MV “Addicted”. Ngày 21 tháng 10 năm 2021, nhóm đã cho ra mắt MV “Moonlight”. Ngày 30 tháng 10 năm 2021, nhóm đã cho ra mắt MV “Bewitched” phiên bản tiếng Anh.

## Thành viên[4]
| Nghệ danh | Nghệ danh | Tên khai sinh | Tên khai sinh | Tên khai sinh  | Ngày sinh        | Vai trò                    | Chú thích                         |
| Latinh    | Hangul    | Latinh        | Hangul        | Hán-Việt       | Ngày sinh        | Vai trò                    | Chú thích                         |
| --------- | --------- | ------------- | ------------- | -------------- | ---------------- | -------------------------- | --------------------------------- |
| Ella      | 엘라      | Kim Kyung-joo | 김경주        | Kim Quỳnh Châu | 26 tháng 3, 1998 | Leader, Main Vocalist      | Cựu nhóm trưởng của Cherry Bullet |
| Lola      | 로라      | Choi Yoo-jung | 최유정        | Thôi Du Tinh   | 22 tháng 2, 2001 | Main Rapper, Visual        |                                   |
| Satbyeol  | 샛별      | Jeon Yoo-jin  | 전유진        | Điền Du Trân   | 27 tháng 2, 2001 | Lead Rapper                | Cựu thành viên của Girls' Alert   |
| Dia       | 디아      | Choi Eun-ji   | 최은지        | Thôi Ân Chi    | 16 tháng 7, 2001 | Main Dancer, Lead Vocalist |                                   |
| Sua       | 수아      | Choi Su-a     | 최수아        | Thôi Tú Ngã    | 24 tháng 2, 2003 | Sub Vocalist               |                                   |
| Dajeong   | 다정      | Jung Da-jeong | 정다정        | Trịnh Đa Định  | 31 tháng 7, 2003 | Sub Vocalist, Maknae       | Cựu thành viên của Supa           |

## Danh sách đĩa nhạc

### EP
| Tên                                                                                           | Chi tiết | Thứ hạng cao nhất | Doanh số | Tên bài hát |
| Tên                                                                                           | Chi tiết | KOR               | Doanh số | Tên bài hát |
| --------------------------------------------------------------------------------------------- | --- | ----------------- | -------- | --- |
| Bravery                                                                                       | - Ngày phát hành: 20 tháng 5, 2021 - Hãng thu: Allart Entertainment, Happy Tribe Entertainment - Định dạng: CD, digital download, streaming | 67                | —        | Danh sách 1. Intro: Fly With My Wings 2. Let Me Know 3. (Hot) The Moon 4. Greedy 5. Insomnia 6. Wings (날개) (Remix) 7. Let Me Know (Inst.) 8. The Moon (Inst.)                                                 |
| Temptation                                                                                    | - Ngày phát hành: October 7, 2021 - Hãng thu: Allart Entertainment, Happy Tribe Entertainment - Định dạng: CD, digital download, streaming  | 27                | TBA      | Danh sách 1. Intro (End of the Forest) 2. Addicted (중독) 3. Bewitched 4. Moonlight 5. Still With Me (To.Winxy) 6. Bewitched (Eng Ver.) 7. Moonlight (Eng Ver.) 8. Bewitched (Inst.) 9. Addicted (중독) (Inst.) |
| "—" biểu thị các bản phát hành không có bảng xếp hạng hoặc không được phát hành ở khu vực đó. | |                   |          | |

### Album đơn
| Tên                                                                                           | Chi tiết | Thứ hạng cao nhất | Doanh số | Tên bài hát               |
| Tên                                                                                           | Chi tiết | KOR               | Doanh số | Tên bài hát               |
| --------------------------------------------------------------------------------------------- | --- | ----------------- | -------- | ------------------------- |
| With My Wings                                                                                 | - Ngày phát hành: February 24, 2021 - Hãng thu: Allart Entertainment, Happy Tribe Entertainment - Định dạng: Digital download, streaming | —                 | —        | Danh sách 1. Wings (날개) |
| "—" biểu thị các bản phát hành không có bảng xếp hạng hoặc không được phát hành ở khu vực đó. | |                   |          |                           |

### Đĩa đơn
| Tên                                                                                           | Năm  | Thứ hạng cao nhất | Album         |
| Tên                                                                                           | Năm  | KOR               | Album         |
| --------------------------------------------------------------------------------------------- | ---- | ----------------- | ------------- |
| "Wings" (날개)                                                                                | 2021 | —                 | With My Wings |
| "Let Me Know"                                                                                 | 2021 | —                 | Bravery       |
| "Addicted" (중독)                                                                             | 2021 | —                 | Temptation    |
| "Bewitched"                                                                                   | 2021 | —                 | Temptation    |
| "—" biểu thị các bản phát hành không có bảng xếp hạng hoặc không được phát hành ở khu vực đó. |      |                   |               |